# (74351) 1998 VT54
(74351) 1998 VT54 – planetoida z pasa głównego asteroid okrążająca Słońce w ciągu 4,23 lat w średniej odległości 2,61 j.a. Odkryta 14 listopada 1998 roku.